# Telebasis myrianae
Telebasis myrianae là một loài chuồn chuồn kim trong họ Coenagrionidae.
Telebasis myrianae được miêu tả khoa học năm 2010 bởi Machado.